# Obsteig
Obsteig es un municipio situado en el distrito de Imst, en el estado de Tirol, Austria. Tiene una población estimada, a inicios de 2024, de 1479 habitantes.
Está ubicado al oeste de la ciudad de Innsbruck, cerca de las fronteras con Alemania, al norte, y con Italia, al sur.